# Hellenistisch aardewerk
Het hellenistisch aardewerk was van mindere kwaliteit dan dat van de klassieke periode maar werd toch over heel de toenmalige beschaafde wereld geëxporteerd, daar men in dit aardewerk ook hét begeerde product uit hellenistisch Egypte vervoerde: graan.
aardewerk · architectuur · beeldhouwkunst · literatuur · muziek · schilderkunst